# 大宮神社 (鎌ケ谷市)
大宮神社（おおみやじんじゃ）は、千葉県鎌ケ谷市の神社。

## 歴史
創建年代は不明である。中世の佐津間城の南に位置していることから、城主の相馬氏と何らかの関係がある可能性があり、その頃に創建された説も否定できない。
境内には、「元禄十三年（1700年）」の十九夜講の石塔があり、これが当社で最古のものである。

## 交通アクセス
- 六実駅より徒歩6分。